# Āqā Chāy-e Pā'īn
Āqā Chāy-e Pā'īn (persiska: آقچايِ سُفلَى, آغ چای پائين, آق چايِ پائين, اَقچای سُفلَى, آقا چای پائين, Āqchāy-e Soflá, Āqā Chāy-e Pā’īn) är en ort i Iran.   Den ligger i provinsen Ardabil, i den nordvästra delen av landet, 400 km nordväst om huvudstaden Teheran. Āqā Chāy-e Pā'īn ligger 1 629 meter över havet och antalet invånare är 207.
Terrängen runt Āqā Chāy-e Pā'īn är kuperad åt sydväst, men åt nordost är den platt. Runt Āqā Chāy-e Pā'īn är det ganska glesbefolkat, med 38 invånare per kvadratkilometer. Närmaste större samhälle är Nīr, 18,2 km nordväst om Āqā Chāy-e Pā'īn. Trakten runt Āqā Chāy-e Pā'īn består i huvudsak av gräsmarker.